# Бентон (Айова)
Бентон (англ. Benton) — місто (англ. city) в США, в окрузі Рінгголд штату Айова. Населення — 39 осіб (2020).

## Географія
Бентон розташований за координатами 40°42′15″ пн. ш. 94°21′36″ зх. д. / 40.70417° пн. ш. 94.36000° зх. д. (40.704289, -94.359893).  За даними Бюро перепису населення США в 2010 році місто мало площу 1,65 км², з яких 1,65 км² — суходіл та 0,00 км² — водойми. В 2017 році площа становила 1,75 км², з яких 1,74 км² — суходіл та 0,01 км² — водойми.

## Демографія
Згідно з переписом 2010 року, у місті мешкала 41 особа в 18 домогосподарствах у складі 13 родин. Густота населення становила 25 осіб/км².  Було 21 помешкання (13/км²).
Расовий склад населення:
| - 95,1 % — білих - 2,4 % — осіб інших рас |

До двох чи більше рас належало 2,4 %. Частка іспаномовних становила 4,9 % від усіх жителів.
За віковим діапазоном населення розподілялося таким чином: 12,2 % — особи молодші 18 років, 68,3 % — особи у віці 18—64 років, 19,5 % — особи у віці 65 років та старші. Медіана віку мешканця становила 53,5 року. На 100 осіб жіночої статі у місті припадало 141,2 чоловіків;  на 100 жінок у віці від 18 років та старших — 125,0 чоловіків також старших 18 років.
Середній дохід на одне домашнє господарство  становив 51 024 долари США (медіана — 57 969), а середній дохід на одну сім'ю — 54 931 долар (медіана — 56 250). За межею бідності перебувало 2,3 % осіб, у тому числі 0,0 % дітей у віці до 18 років та 0,0 % осіб у віці 65 років та старших.
Цивільне працевлаштоване населення становило 25 осіб. Основні галузі зайнятості: роздрібна торгівля — 36,0 %, інформація — 24,0 %, освіта, охорона здоров'я та соціальна допомога — 24,0 %.